# Dayah Peudaya
Dayah Peudaya is een bestuurslaag in het regentschap Pidie van de provincie Atjeh, Indonesië. Dayah Peudaya telt 214 inwoners (volkstelling 2010).